# Olympiakos Wolos
Ethnikos Olympiakos Wolos (grec: Αθλητικός Σύλλογος Ολυμπιακός Βόλου) – jest greckim klubem piłkarskim z siedzibą w Wolosie.

## Historia
Olympiakos Wolos został założony 1937. W 1961 Olympiakos połączył się z lokalnym rywalem Ethnikosem Wolos i przyjął nazwę Ethnikos Olympiakos (choć w użyciu poprzednia nazwa). W 1962 Olympiakos wygrał rozgrywki Beta Ethniki, jednakże przegrał baraże i nie awansował do greckiej ekstraklasy. W 1967 po raz drugi wygrał rozgrywki Beta Ethniki i po raz pierwszy awansował do Alpha Ethniki. Olympiakos zajął ostatnie miejsce w lidze i spadł z ligi. Również drugi pobyt w lidze trwał jeden sezon.
W 1971 trzeci Olympiakos awansował do pierwszej ligi i występował w niej przez cztery lata. Przez następne dziesięć lat klub występował w drugiej lidze. W 1988 klub powrócił na dwa sezony do Alpha Ethniki. W 1989 zawodnik Olympiakosu – Imre Boda został królem strzelców Alpha Ethniki. Przez następne dwie dekady klub występował w drugiej i trzeciej lidze. W 2010 Olympiakos powrócił do I ligi. W sezonie 2010–11 jako beniaminek zajął 5. miejsce w lidze, co dało mu po raz pierwszy w historii awans do Ligi Europy UEFA. 11 sierpnia UEFA wykluczyła jednak grecki klub z europejskich pucharów z powodu zarzutów korupcyjnych

### Sukcesy
- Beta Ethniki (4): 1962, 1967, 1971, 2010
- Gamma Ethniki (2): 1986, 1999
- Delta Ethniki (1): 2006
- 9 sezonów Alpha Ethniki: (1967–1968, 1969–1970, 1971–1975, 1988–1990, 2010–2011).

## Europejskie puchary
Legenda do wszystkich tabel:
- Q – runda eliminacyjna, 1/16, 1/8, 1/4, 1/2 – odpowiednia faza rozgrywek, Grupa – runda grupowa, 1r gr – pierwsza runda grupowa, 2r gr – druga runda grupowa, F – finał, R – runda, PO – play-off
- k. – rzuty karne, los. – losowanie, Dogr. – dogrywka, w. – zasada bramek strzelonych na wyjeździe

| Sezon   | Rozgrywki   | Runda | Klub                | Dom   | Wyjazd | Ogólnie |
| ------- | ----------- | ----- | ------------------- | ----- | ------ | ------- |
| 2011/12 | Liga Europy | 2Q    | FK Rad              | 1–1   | 1–0    | 2–1     |
| 2011/12 | Liga Europy | 3Q    | Differdange 03      | 3–0   | 3–0    | 6–0     |
| 2011/12 | Liga Europy | PO    | Paris Saint-Germain | [ 1 ] | [ 1 ]  | [ 1 ]   |